# Phương pháp Pimsleur
Phương pháp học ngoại ngữ Pimsleur là phương pháp học ngoại ngữ dựa trên việc nghe. Được phát triển bởi Paul Pimsleur, nó đề cao việc chủ động trong việc học hơn là việc học vẹt, ghi nhớ một cách máy móc. Xuyên suốt các bài học, người nghe lặp lại các từ/ cụm từ được nói bởi người bản ngữ và sau đó tự mình xây dựng nên những cụm từ mới dựa trên những điều đã học. Trong khi nghe các cụm từ mới, người nghe cũng được yêu cầu lặp lại các cụm từ đã nghe trước đó. Yêu cầu về việc nói ra các cụm từ đã học được lặp lại trong suốt chương trình học. Khi đang dạy học tại trường Đại học California, Los Angeles từ năm 1963 đến năm 1971, Pimsleur tạo ra các chương trình học tiếng Hy Lạp, tiếng Pháp, tiếng Tây Ban Nha, tiếng Đức và tiếng Akan.
Phương pháp Pimsleur chú trọng đến việc nói và đọc. Hai kỹ năng này được mài giũa qua những bài học kéo dài 30 phút. Bài học được xem là hoàn tất nếu người nghe hiểu được 80% nội dung. Trong các bài học, học viên được nghe những người bản ngữ hướng dẫn, có cả người nói tiếng mẹ đẻ của học viên và người bản ngữ của ngôn ngữ đang học. Tại những khoảng thời gian định trước, học viên được yêu cầu lặp lại các từ/ cụm từ đã được nghe trước đó. Trong khi học, số lượng từ vựng tăng dần. Chương trình còn có các bài học đọc ngắn. Nhà phát hành là Pimsleur Language Programs (Simon & Schuster).

## Phương pháp
Pimsleur phát triển chương trình dựa trên 4 nguyên tắc mà theo ông là quan trọng trong việc ghi nhớ bài học.

### Dự đoán
Các chương trình học ngoại ngữ thông thường hay yêu cầu học viên lặp lại lời nói của người hướng dẫn, nhưng Pimsleur cho rằng cách học này không đủ mạnh để tạo ra hiệu quả tốt. Pimsleur tạo ra kỹ thuật "hỏi và đáp", nghĩa là học viên được yêu cầu lập tức dịch một câu qua ngoại ngữ đang học. Kỹ thuật này buộc học viên phải chủ động hơn, buộc phải suy nghĩ trước khi trả lời.
Pimsleur cho rằng nguyên tắc thúc đẩy này phản ánh một cuộc nói chuyện ngoài đời thật khi mà người nói chuyện phải nhanh chóng nói ra được một câu.

### Nhớ lại theo khoảng thời gian nhất định
Đây là phương pháp ôn lại các từ vựng đã học theo những khoảng thời gian tăng dần. Ví dụ như nếu một học viên được học từ two (từ tiếng Anh có nghĩa là hai), thì từ two này được kiểm tra sau đó khoảng vài giây, sau đó là vài phút, rồi vài giờ, rồi vài ngày sau. Mục tiêu của việc kiểm tra là giúp cho từ vựng này được lưu vào bộ nhớ dài hạn.
Năm 1967, Pimsleur đã định các khoảng thời gian như sau: 5 giây, 25 giây, 2 phút, 10 phút, 1 giờ, 5 giờ, 1 ngày, 5 ngày, 25 ngày, 4 tháng, 2 năm.

### Từ vựng thông dụng nhất
Phương pháp Pimsleur chú trọng việc dạy các từ thông dụng nhất nhằm xây dựng nên hệ thống từ vựng cốt lõi của một ngôn ngữ. Việc thống kê các từ được sử dụng hàng ngày đã chỉ ra rằng chỉ một số ít các từ thông dụng nhất đã đóng góp phần lớn cho nội dung giao tiếp hàng ngày. Ví dụ như, trong tiếng Anh, 2000 từ vựng tạo nên 80% các văn bản. Các khóa học ngôn ngữ Pimsleur sử dụng trung bình 500 từ vựng trong mỗi học phần (gồm 30 bài học). Một số ngôn ngữ có 4 học phần trong khi số khác chỉ có 1 học phần.
Phương pháp Pimsleur không bao giờ dạy ngữ pháp một cách trực tiếp. Thay vào đó, ngữ pháp được dạy thông qua những cấu trúc và cụm từ được nhắc sau những khoảng thời gian tăng dần. Pimsleur nói rằng đây là cách mà một đứa trẻ học ngữ pháp của tiếng mẹ đẻ.

### Quá trình học hữu cơ
Chương trình học chỉ dựa vào việc nghe. Pimsleur cho rằng việc học chỉ dựa trên nghe và nói khác hẳn với việc học dựa trên đọc và viết. Ông ấy cho rằng phương pháp của mình là tự nhiên. Nó dạy cả ngữ pháp, từ vựng và phát âm đồng thời. Pimsleur cũng nhấn mạnh rằng việc học thông qua nghe sẽ giúp phát âm chuẩn.

## Phê bình
Mặc dù phương pháp luyện ngoại ngữ của Pimsleur  có thể giúp người học nhanh chóng nói những từ ngữ đã học, nhưng các nhà phê bình cho là việc tiếp thu đầy đủ của một ngôn ngữ mà không có kiến thức rõ ràng của ngữ pháp là không thể. Tuy người học  theo phương pháp Pimsleur cũng có thể ngầm biết  ngữ pháp,  qua việc họ có thể nhận biết cấu trúc ngữ pháp của những kiểu mẫu câu thường lặp đi lặp lại, nhưng kém nhiều so với người được học ngữ pháp một cách rõ ràng. Ngoài ra, phương pháp này cũng không giúp tiếp thu một vốn từ vựng phong phú.
Họ cũng phê bình việc học ngôn ngữ mà không chú trọng việc viết.  Đặc biệt trong những ngôn ngữ với một bảng ký tự lạ  (như Nga hay tiếng Quan Thoại), những người học theo phương pháp này hầu như không thể tự lập tìm kiếm những từ ngữ hoặc tìm sự giúp đỡ của những sách dạy ngữ pháp.

## Nghiên cứu thêm
- Beuke, Carl J (2012). "How To Learn a Language". Psychology Today. – Brief article summarising some of the points from Pimsleur 1980.
- Pimsleur, Paul (1980). How to learn a foreign language. Boston: Heinle & Heinle. OCLC 7456201.